# Dispositivo (filosofia)
Dispositivo é um termo usado pelo intelectual francês Michel Foucault, geralmente para se referir aos vários mecanismos institucionais, físicos e administrativos e estruturas de conhecimento que potencializam e mantêm o exercício do poder dentro do corpo social. As ligações entre esses elementos são ditas heterogêneas, uma vez que conhecimentos, práticas, técnicas e instituições são estabelecidas e restabelecidas em cada época. É por meio desses vínculos que se estruturam as relações de poder. 

## Tradução
O conceito "dispositif" é traduzido de várias maneiras, até mesmo no mesmo livro, como 'dispositivo', 'maquinário', 'aparato', 'construção' e 'implantação'. Sendo seu uso sempre atribuído a certas formas de fazer ou manter verdades construídas historicamente.  

## Definição
Foucault usa o termo em sua entrevista "A Confissão da Carne" de 1977, onde responde à pergunta: "Qual é o significado ou função metodológica para você deste termo, aparato (dispositivo)?" do seguinte modo: 
"O que estou tentando explicar com este termo é, em primeiro lugar, um conjunto completamente heterogêneo que consiste em discursos, instituições, formas arquitetônicas, decisões regulatórias, leis, medidas administrativas, declarações científicas, proposições filosóficas, morais e filantrópicas - em suma, o dito tanto quanto o não dito. Esses são os elementos do aparato. O próprio aparato é o sistema de relações que pode ser estabelecido entre esses elementos."
Percebe-se, assim. que dispositivos tem funções específicas dentro das sociedade, sendo a principal de estruturação daquilo que é dito como desejável ou indesejável, justo ou injusto, belo e feio. Assim, o poder não está em um lugar específico, mas, entre lugares, no discurso de verdade que fazem com que certas formas de viver, ou ainda, de perceber a realidades recebam maior atenção que outras.  
O linguista alemão Siegfried Jäger define o dispositivo de Foucault como 
"a interação de comportamento discursivo (ou seja, fala e pensamentos baseados em um conjunto de conhecimento compartilhado), comportamento não discursivo (ou seja, atos baseados em conhecimento) e manifestações de conhecimento por meio de atos ou comportamentos [...] Os dispositivos podem, portanto, ser imaginados como uma espécie de Gesamtkunstwerk; os dispositivos complexamente entrelaçados e integrados somam-se em sua totalidade a um dispositivo de toda a sociedade." 
O filósofo dinamarquês Sverre Raffnsøe "avança o 'dispositivo' (le dispositif) como uma concepção chave na obra de Foucault" e "uma abordagem engenhosa para o estudo dos problemas sociais contemporâneos". De acordo com Raffnsøe, “o nível disposicionalmente prescritivo é um aspecto crucial da realidade social na vida organizacional, uma vez que tem um efeito determinante sobre o que é dado como certo e considerado real. Além disso, determina não apenas o que é e pode ser considerado possível, mas também o que pode até ser imaginado e antecipado como potencialmente realizável, como algo que se pode esperar ou agir para realizar".

### Delineamento de Agamben
O filósofo político italiano Giorgio Agamben traça a trajetória do termo até a oikonomia de Aristóteles (a gestão eficaz da casa) e a tentativa dos primeiros Padres da Igreja de salvar o conceito da Trindade da alegação do politeísmo, como a triplicidade de Deus é sua oikonomia.
Agamben define o aparato/dispositivo como: 
"Expandindo ainda mais a já grande classe de aparatos foucaultianos, chamarei de aparato literalmente qualquer coisa que tenha de alguma forma a capacidade de capturar, orientar, determinar, interceptar, modelar, controlar ou assegurar os gestos, comportamentos, opiniões ou discursos de seres vivos. Não apenas, portanto, prisões, manicômios, panópticos, escolas, confessionários, fábricas, disciplinas, medidas judiciais e assim por diante (cuja conexão com o poder é em certo sentido evidente), mas também a caneta, a escrita, a literatura, a filosofia, a agricultura, os cigarros, a navegação, os computadores, os telefones celulares e - por que não - a própria linguagem, que talvez seja o mais antigo dos aparatos - aquele em que há milhares e milhares de anos um primata inadvertidamente se deixou capturar, provavelmente sem perceber as consequências de que ele estava prestes a enfrentar."
O estudioso italiano Matteo Pasquinelli critica a genealogia de Agamben com estas palavras 
“O dispositivo remonta, teórica e filologicamente, à definição de normatividade social que Foucault toma de O normal e o patológico de Canguilhem (1966) e ao uso do termo dispositif pelo próprio Canguilhem no ensaio "Máquina e organismo" (1952). Ambas as linhagens procedem da noção de normatividade orgânica que Canguilhem adota do neurologista judeu alemão Kurt Goldstein, ou seja, de uma tradição de Lebensphilosophie que parece ser incompatível com a tese teológica de Agamben.” 